# Marian Kasprzyk

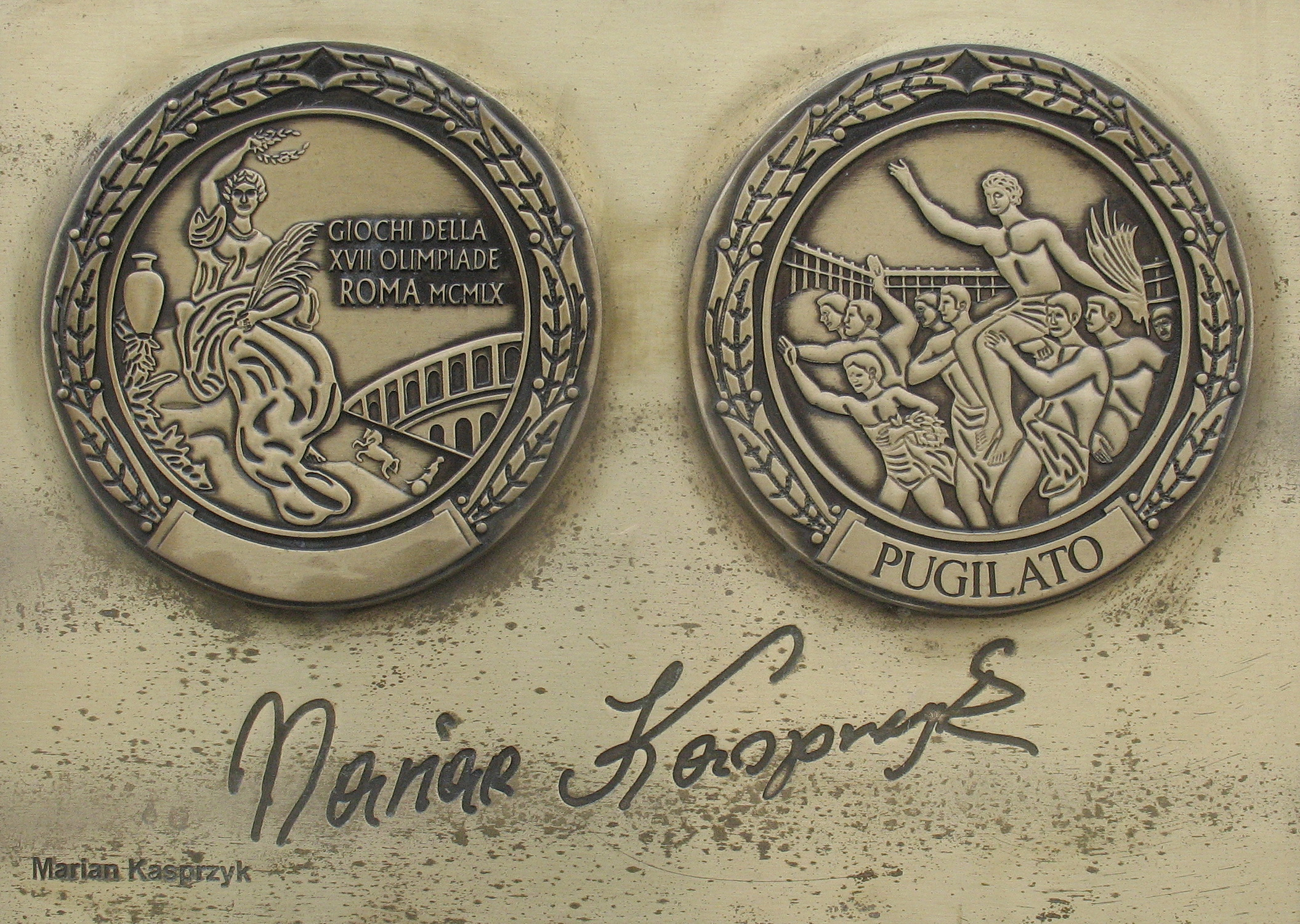
Médaille et autographe de Marian Kasprzyk

Marian Krzysztof Kasprzyk est un boxeur polonais né le 22 septembre 1939 à Kielce.

## Carrière
Pour ses premiers Jeux olympiques, à Rome en 1960, il parvient en demi-finale, mais une blessure l'empêche de livrer un réel combat.
Aux Jeux olympiques d'été de 1964, à Tokyo, il rencontre le russe Ričardas Tamulis, double champion d'Europe. Il se fracture le pouce au premier tour, mais résiste jusqu'à l'emporter.
Kasprzyk a été élu meilleur sportif de l'année en Pologne.

## Palmarès

### Jeux olympiques
Jeux olympiques d'été de 1960 à Rome (poids super-légers) 

 Jeux olympiques d'été de 1964 à Tokyo (poids welters)

### Championnats d'Europe
Championnats d'Europe de boxe amateur 1961 à Belgrade en superlégers (-63,5 kg)

### Championnats de Pologne
Marian Kasprzyk a été champion de Pologne en 1961 et vice-champion en 1970